# 京都ぶらり歴史探訪
『京都ぶらり歴史探訪』（きょうとぶらりれきしたんぼう）は、2016年4月12日からBS朝日とEAST (旧 EAST ENTERTAINMENT→E&W) の共同制作で放送されている歴史・紀行番組である。

## 概要
主に京都市内を巡り、京都の歴史とともに探る番組。前作『知られざる物語 京都1200年の旅』がリニューアル。
八代目中村芝翫（開始当初は三代目中村橋之助）がナビゲーター、俳優が旅人となって出演。芝翫としては初めて進行役としてのレギュラー番組となった。また、4K放送対応番組となっている。

## 出演者

### 現在の主な出演者
ナビゲーター
- 八代目中村芝翫[3] - 番組開始当初は中村橋之助（三代目）として出演[5]。

旅人
- 壇れい[3]
- 渡辺大[3]
- 宇梶剛士
- 中村雅俊[1]

### 過去の主な出演者
旅人
- 片岡孝太郎
- 名取裕子
- 原田龍二
- 四代目中村橋之助
- 三代目中村福之助
- 二代目尾上右近
- 松原智恵子
- 中村俊介

## 放送時間

### 現在の放送時間
- 水曜日  20:00 - 20:54（2020年10月から）
  - プロ野球中継（スーパーベースボール）放送時は休止。

### 過去の放送時間
番組開始から2018年3月まで
- 火曜日 22:00 - 22:54[5]（基本放送時間、初回は2時間スペシャルとして21時からの放送）

2018年4月から2020年3月まで
- 火曜日 19:00 - 20:54

2020年4月から9月まで
- 水曜日 20:00 - 21:54

## ネット配信
2021年時点で、『京都ぶらり歴史探訪』は以下のウェブサイトでネット配信（見逃し配信）を実施している。
- テレ朝動画（テレ朝見逃し無料）
- ABEMA
- TVer
- GYAO!

## 放送リスト
| 放映日                                    | テーマ                                                                             |
| 2016年4月11日                             | 祇園・清水寺始まりの物語                                                           |
| 2016年4月19日                             | 祇園に残るいにしえの面影                                                           |
| 2016年4月26日                             | 清水寺と清水焼                                                                     |
| 2016年5月3日                              | 上賀茂神社・下鴨神社・醍醐寺 いにしえの物語                                        |
| 2016年5月17日                             | 古都をはぐくむ上賀茂神社・下鴨神社                                                 |
| 2016年5月24日                             | 人々の思いを醍醐寺                                                                 |
| 2016年6月14日                             | 銀閣寺・哲学の道と京の禅寺                                                         |
| 2016年6月21日                             | 銀閣寺と哲学の道を歩く                                                             |
| 2016年6月28日                             | 南禅寺・龍安寺・一休寺と禅の心                                                     |
| 2016年7月12日                             | 京の城と平安の仏像                                                                 |
| 2016年7月19日                             | 二条城と京の城                                                                     |
| 2016年7月26日                             | 東寺と平安の仏像                                                                   |
| 2016年8月9日                              | 涼を味わう鴨川と山寺                                                               |
| 2016年8月16日                             | 古都を見守る山寺                                                                   |
| 2016年8月23日                             | 京の夏 鴨川を歩く                                                                  |
| 2016年9月6日                              | 平等院鳳凰堂と伏見稲荷 いにしえからの祈り                                          |
| 2016年9月20日                             | 平等院鳳凰堂と宇治の寺                                                             |
| 2016年10月11日                            | 京の秋を歩く 〜嵐山・嵯峨野と鯖街道〜                                              |
| 2016年10月18日                            | 伏見稲荷大社を歩く                                                                 |
| 2016年10月25日                            | 嵐山と嵯峨野 渡月橋に隠された物語                                                  |
| 2016年11月15日                            | 信長・秀吉を虜にした利休                                                           |
| 2016年11月22日                            | 古都に息づく利休を訪ねよ                                                           |
| 2016年11月29日                            | 信長・秀吉 天下を取った茶の力                                                      |
| 2016年12月13日                            | 都人たちが楽しむ四季                                                               |
| 2017年1月10日                             | 酉年ゆかりの都開運めぐり                                                           |
| 2017年1月17日                             | 開運!古都のご利益めぐり                                                            |
| 2017年1月24日                             | 酉を巡る冒険                                                                       |
| 2017年2月7日                              | 時代に翻弄された新選組と女たち                                                     |
| 2017年2月21日                             | 醍醐の花見と鴨川の源流                                                             |
| 2017年2月28日                             | 雪の大原 紅葉の阿弥陀                                                              |
| 2017年3月7日                              | 古都に息づく皇室の思い                                                             |
| 2017年3月28日                             | 皇室ゆかりの門跡寺院                                                               |
| 2017年4月11日                             | 春の京都を満喫 厳選!観光スポット巡り“古都ガイドマップ”参詣曼荼羅をもとに歩く清水寺 |
| 2017年4月25日                             | 清水寺物語 500年前の観光ガイドは語る                                               |
| 2017年5月2日                              | 祇園物語 女が支える花街の影                                                        |
| 2017年5月9日                              | 平安貴族が愛した嵯峨野                                                             |
| 2017年6月6日 2017年6月20日                | 上賀茂・下鴨神社 葵が語る都の始まり                                                |
| 2017年6月13日 2017年6月27日               | 銀閣から生まれた日本の美                                                           |
| 2017年7月4日 2017年7月18日 2017年10月17日 | 鞍馬山と貴船 牛若伝説を追う                                                        |
| 2017年7月11日 2017年8月1日                | 大河の一滴 〜鴨川が変えた京の暮らし                                                |
| 2017年8月8日 2017年8月22日 2018年7月31日  | 〜古都のお盆〜 極楽・平等院から地獄の寺                                            |
| 2017年8月15日 2017年8月29日               | 比叡山 延暦寺 〜古都を守る母なる山〜                                               |
| 2017年9月5日 2017年9月19日                | 二条城と坂本龍馬 〜大政奉還の真実〜                                                |
| 2017年9月12日 2017年9月26日               | 若冲と応挙 〜都が育んだライバル〜                                                  |
| 2017年10月3日                             | 都の絶景鉄道と仏像めぐり                                                           |
| 2017年10月24日                            | 絶景鉄道で行く嵐山                                                                 |
| 2017年10月31日                            | 京の仏像を100倍楽しむ方法                                                          |
| 2017年11月7日 2017年11月21日              | 華道家元・老舗若女将が導く極上の旅                                                 |
| 2017年11月14日 2017年11月28日             | 古都が染まる紅葉名所10選                                                           |
| 2017年12月5日 2017年12月19日              | 東海道中膝栗毛!? 都の弥次さん喜多さん                                              |
| 2017年12月12日 2017年12月26日             | 都の逸品めぐり 祇園・西陣・錦・御所                                                |
| 2018年1月2日                              | 古都の四季物語                                                                     |
| 2018年1月26日 2018年3月20日               | 古都とっておき冬の味めぐり                                                         |
| 2018年1月23日                             | 春夏秋冬 古都1200年の物語                                                          |
| 2018年1月30日                             | 祇園物語 女が支える花街の彩                                                        |
| 2018年2月6日 2018年2月20日 2018年6月26日  | 西郷どん都に残る足跡                                                               |
| 2018年2月13日 2018年2月27日               | 歩くとわかる応仁の乱                                                               |
| 2018年3月13日 2018年3月27日               | 都に輝く偉人たちの物語                                                             |
| 2018年4月3日                              | 1200年都の春物語 桜満開から新選組                                                  |
| 2018年4月17日                             | 春爛漫 桜の名所めぐり                                                              |
| 2018年4月24日 2019年4月26日               | 新選組150年目の真実                                                                |
| 2018年5月8日 2018年5月22日                | 平安貴族が愛した嵐山・嵯峨野                                                       |
| 2018年5月15日 2018年5月29日               | 古都によりそう観音さま                                                             |
| 2018年6月5日 2018年6月19日                | 歩いてわかる弘法大師・空海                                                         |
| 2018年7月3日 2018年7月17日                | 古都の絶景鉄道SP!                                                                  |
| 2018年8月7日 2018年8月21日                | 涼を呼ぶ7つの知恵                                                                  |
| 2018年8月14日 2018年8月28日               | なぜ観光都市になったのか 〜都の名所図会を歩く                                      |
| 2018年9月4日                              | 信長・秀吉 〜知られざる天下人の素顔〜                                              |
| 2018年9月11日 2018年12月18日              | 国宝・風神雷神図の真実 〜謎の天才絵師 俵屋宗達〜                                   |
| 2018年9月18日                             | 知られざる信長の素顔                                                               |
| 2018年9月25日                             | 都を造った天下人・秀吉                                                             |
| 2018年10月2日 2018年10月30日              | 中村芝翫が選ぶ! この秋訪れたい名所10選                                             |
| 2018年10月16日 2018年11月20日             | 都を守る最強の神々 〜5大神社を巡る〜                                               |
| 2018年11月6日 2018年11月27日              | 名取裕子・秋の味覚めぐり おもてなしの心を探る                                      |
| 2018年11月13日 2018年12月25日             | 都に文明開化がやってきた 〜すき焼き・電車・赤レンガ〜                              |
| 2018年12月4日 2019年1月22日               | 祇園 いま行きたい名所番付                                                          |
| 2019年1月8日                              | 冬の絶景 一挙公開                                                                  |
| 2019年1月29日                             | 都の絶景庭園 10の物語                                                              |
| 2019年2月5日 2019年2月29日                | 檀れいが出会う京女の雅                                                             |
| 2019年2月12日 2019年2月26日               | 家康・江戸の繁栄は都にあり                                                         |
| 2019年3月5日 2019年3月19日                | 歩いて楽しむ路地7選                                                                |
| 2019年3月12日 2019年3月26日               | 新元号発表直前SP 京の天皇物語                                                      |
| 2019年4月2日 2019年4月23日 2019年4月30日  | 桜満開!春の絶景20選                                                                |
| 2019年5月7日 2019年5月21日                | 乗り物で巡る 新緑の名所5選                                                         |
| 2019年5月14日 2019年5月28日               | ご利益めぐりの旅7選                                                                |
| 2019年6月18日 2019年7月23日               | 壇れいが訪ねる京の花                                                               |
| 2019年6月25日 2019年8月20日               | 歩くとわかる明智光秀                                                               |
| 2019年7月9日                              | 聖地・高野山と天橋立4大絶景                                                        |
| 2019年8月6日                              | 芝翫厳選! 今 行きたい注目の名所                                                    |
| 2019年8月20日                             | 迷宮巡り 知られざる都                                                              |
| 2019年9月10日                             | 刀剣 秘められた真実                                                                |
| 2019年10月8日                             | 秋の4時間SP 都に眠る 天皇と武将の宝                                                |
| 2019年10月15日                            | 天橋立 4大絶景に秘められた謎                                                       |
| 2019年10月22日                            | 天空の聖地 高野山をめぐる                                                          |
| 2019年11月12日                            | 自転車で巡る 古都の秋                                                              |
| 2019年12月3日                             | 比叡山 電車で訪ねる聖地                                                            |
| 2020年1月7日                              | 歴史は冬に作られた!                                                                |
| 2020年1月14日                             | 都のヒロイン大逆転物語                                                             |
| 2020年2月4日                              | 絶対に会いたい仏像10選                                                             |
| 2020年2月18日                             | 体験して楽しむ古都の魅力                                                           |
| 2020年2月25日                             | 全て見せます!平等院                                                                |
| 2020年3月10日                             | 明智光秀VS豊臣秀吉                                                                 |
| 2020年4月1日                              | 完全保存版! 古都の桜                                                               |
| 2020年4月8日                              | 全て見せます!都の世界遺産・前編                                                    |
| 2020年4月15日                             | 全て見せます!都の世界遺産・後編                                                    |

## テーマソング
- オープニング・エンディング『京都 〜悠久の時を超えて〜』（作詞・作曲：村松崇継）

## スタッフ
- ナレーター：飯島肇
- 構成：間マサムネ、岡本靖正、高橋かづゆき、太宰麻帆、山下直美
- リサーチ：原純子、伊藤暢子、中村結美
- ブレーン：塩原直美
- 撮影：野澤慎二、安田浩一、杉村哲司、中村太郎
- 音声：奈良田信一、玉井典生、岩崎伸哉、森田順
- 照明：田中俊行
- 音効：岩下康洋
- CG：渡部佳宣
- 編集：鳥塚幸輔
- MA：田村佑資
- 広報：平野大輔（BS朝日）
- 技術協力：マイシャ、pinpoon、ジーリンクスタジオ
- 音楽協力：テレビ朝日ミュージック
- 監修：井上満郎（京都市歴史資料館 館長）
- メイク：荒川和奈、赤間久美江、光倉カオル
- スタイリスト：喜多尾祥之、中西ナオ、鈴木浩子、西ゆり子
- AP：荒井里衣
- AD：相原夏輝
- 演出：小林俊博、岩橋正憲、末永みはる、山本雅泰、田川博之、田島優、西田亮
- プロデューサー：大木由起子[1]（BS朝日）、手塚公一（E&W）
- 制作：BS朝日、E&W（旧イースト・エンタテインメント）